# Ana Miguel dos Santos
Ana Miguel Marques Neves dos Santos, née le 12 septembre 1981 à Coimbra, est une femme politique portugaise. 

## Biographie
Elle est députée à l'Assemblée de la République lors de la XIVe législature (2019-2021) pour le Parti social-démocrate. Sur le plan académique, elle est inscrite en doctorat en droit. Le 2 avril 2024, elle devient députée européenne, remplaçant le nouveau ministre des Affaires étrangères portugais Paulo Rangel. Elle siège jusqu'à la fin de la législature en juillet suivant.